# Mihail Boriszovics Kornyijenko
Mihail Boriszovics Kornyijenko (orosz: Михаил Борисович Корниенко; Szizrany, Kujbisevi terület, 1960. április 15. –) orosz gépészmérnök, űrhajós.

## Életpálya
1980-tól 1986-ig a moszkvai rendőrség állományában dolgozott. 1987-ben a Moszkvai Repülési Intézetben kapott mérnöki diplomát. Mérnökként az Általános Mérnöki Tervező Irodában (KBOM) és Bajkonurban az RKKE vállalatoknál dolgozott. 1991-től 1992. decemberig az ipari mérnöki részleg igazgatója, majd 1995-ig főigazgatója.
1998. február 24-től részesült űrhajóskiképzésben. A Jurij Gagarin Űrhajós Kiképző Központban kapott felkészítést. Felkészítését nehezítette, hogy nem rendelkezett repülő jogosítvánnyal. Sikeres vizsgák után megkezdhette szolgálatát. Egy űrszolgálata alatt összesen 176 napot, 01 órát, 18 percet és 43 másodpercet töltött a világűrben. Egy alkalommal végzett űrsétát (kutatás, szerelés), összesen 6 óra 43 percig volt távol az ISS űrállomástól.

## Űrrepülések
Szojuz TMA–18 fedélzeti mérnök. Egy űrszolgálata alatt összesen 176 napot, 01 órát, 18 percet és 43 másodpercet töltött a világűrben. Egy alkalommal végzett űrsétát (kutatás, szerelés), összesen 6 óra 43 percig volt távol az ISS űrállomástól. Az időszakos karbantartó munkálatok mellett elvégezték az előírt kutatási, kísérleti és tudományos feladatokat. Fogadták a teherűrhajókat, kirámolták a szállítmányokat, illetve bepakolták a keletkezett hulladékot.

### Tartalék személyzet
Szojuz TMA–10 fedélzeti mérnök

## Kitüntetések
- Megkapta az Arany Csillag kitüntetést.